# Grădiștea (Ilfov megye)
Grădiștea község és falu Ilfov megyében, Munténiában, Romániában. A hozzá tartozó település: Sitaru.

## Fekvése
A megye északkeleti részén található, a megyeszékhelytől, Bukaresttől, harminchárom kilométerre északkeletre, a Vlăsia folyó partján.

## Története
A 19. század végén Greci-Grădiștea néven, a község Ilfov megye Mostiștea járásához tartozott és Grecii de Sus, Măxineni valamint Grădiștea falvakból állt, összesen 1000 lakossal. A község tulajdonában volt két templom, melyek közül az egyiket 1845-ben szentelték fel, a másik ennél is régebben épült, a belsejét borító freskók között ugyanis akadnak melyeket 1548-ban illetve 1626-ban készítettek.
1925-ös évkönyv szerint a község neve Greci volt, ekkor Ilfov megye Fierbinți járásához tartozott és Grădiștea, Grecii de Jos, Grecii de Mijloc, Grecii de Sus, Balamuci valamint Măxineni falvakból állt.
1950-ben közigazgatási átszervezés alapján, a Căciulați rajonhoz került, majd 1960-ban a Bukaresti régió Urziceni rajonjához csatolták.
1968-ban ismét megyerendszert vezettek be az országban, a község az újból létrehozott Ilfov megye része lett, Grecii de Mijloc falut ekkor egyesítették Sitaru-val, míg Măxineni és Grecii de Sus falvak Grădiștea település részeivé váltak. 1981-ben néhány hónapig Ialomița megye része volt, majd még ugyanebben az évben az Ilfovi Mezőgazdasági Szektor része lett, egészen 1998-ig, amikor ismét létrehozták Ilfov megyét.

## Lakossága
| Nemzetiségek | 2002 | 2002   |
| ------------ | ---- | ------ |
| Románok      | 2798 | 95,49% |
| Romák        | 130  | 4,43%  |
| Magyarok     | 2    | 0,06%  |
| Összesen     | 2930 | 100,0% |